# Мухавец
Му́хавец или Му́ховец (бел. Мухаве́ц) — река в Брестской области Беларуси, правый приток Западного Буга. Длина — 113 км, площадь бассейна — 6350 км², площадь водосбора 6590 км², общее падение водной поверхности — 29,5 м. Ширина долины Мухавца в среднем течении составляет 400—600 м, ниже — 1,5-2 км, максимальная ширина достигает 2 км.
Река берёт начало от слияния ручья Муха и канала Вец в городе Пружаны. Протекает преимущественно по Полесью — в Пружанском, Кобринском, Жабинковском и Брестском районах. В устье — глухая плотина. Судоходна (от Кобрина до Брестского речного порта, ниже которого расположена плотина). Соединена Днепровско-Бугским каналом с рекой Припять.
Основные притоки: Дахловка, Жабинка (правые), Тростяница, Осиповка, Рита (левые).

## Географические особенности
Ширина долины Мухавца в среднем течении 400—600 м, ниже 1,5 — 2 км. Пойма двусторонняя, низкая, местами заболочена, ширина до деревни Шебрин 200—400 м, ниже 1 — 1,5 км. Русло канализировано. Берега низкие, высотой 0,5 — 2 м, обрывистые. Наивысший уровень воды наблюдается в марте, в половодье. Средний расход воды 33,6 м³/с. Замерзает обычно в середине декабря, вскрывается во второй половине марта.
Гидрологические наблюдения впервые проводились в 1922 году.
На реке расположены города Пружаны, Кобрин, Жабинка, Брест; в устье — Брестская крепость.
На берегах Мухавца находятся оздоровительный центр «Сосновый бор» Брестского чулочного комбината, а также санатории «Буг» и «Надежда».
Имя реки носит пружанская хоккейная команда.
Река Мухавец является судоходной: грузовые и пассажирские перевозки осуществляет филиал РТУП «Белорусское речное пароходство». Действует речной порт Брест.

## Оборона Брестской крепости
В годы Великой Отечественной войны река Мухавец стала символом мужества и жертвенности советских солдат. Гарнизон Брестской крепости лишился водоснабжения в первые часы вторжения, поэтому защитники крепости были вынуждены по-пластунски добираться до реки под прицельным вражеским огнём пулемётов, миномётов и снайперов, чтобы доставить воду раненым и пулемётчикам. До сих пор не известно, сколько при этом погибло солдат и офицеров РККА. Каждый год 22 июня в память о защитниках Родины пограничники, ветераны и представители общественных организаций спускают на воду венки.
Мухавец впадает в Западный Буг у Тереспольских ворот крепости.

## Экология
Клён ясенелистный (американский), являющийся опасным инвазивным видом, за короткий период способен вытеснять аборигенные виды из естественных и культурных растительных сообществ. В поймах рек Буг, Мухавец, Припять и ряда других в настоящее время образует монодоминантные растительные сообщества, полностью подавляя других конкурентов.